# فندق ماندارين أورينتال (أتلانتا)
ماندارين أورينتال، أتلانتا ناطحة سحاب بارتفاع 177 متر في أتلانتا، جورجيا الولايات المتحدة. شيد الفندق من 2006 إلى 2008 ويحوي 42 طابق. يحتل بناء الفندق الرتبة 13 من حيث الطول في اطلانطا. المبنى من تصميم روبرت أ. إم. ستيرن. طورت شركة سيتي سنتر للعقارات ذات المسؤولية المحدودة ومقرها أتلانتا المشروع وشيد البناء شركة هولدر للإنشاءات.

## روابط خارجية
- Mandarin Oriental, Atlanta website
- Emporis
- Skyscraperpage
- Holder Construction Company